# Psittacanthus crassinervis
Psittacanthus crassinervis är en tvåhjärtbladig växtart som beskrevs av Kuijt. Psittacanthus crassinervis ingår i släktet Psittacanthus och familjen Loranthaceae. Inga underarter finns listade i Catalogue of Life.